# Brigade de maintenance
La brigade de maintenance (B-MAINT) est une grande unité militaire de l'Armée de terre française.
Elle fait partie du commandement de l’appui et de la logistique de théâtre.

## Histoire
Le commandement de la maintenance des forces (COM MF) est créé le 4 juillet 2016 dans le cadre du plan de réorganisation de l'Armée de terre nommé « Au contact ». Il comporte des personnels provenant de l'ancienne division maintenance du commandement des forces terrestres de Lille et de l’état-major du service de la maintenance industrielle terrestre de Versailles.
Ce commandement — dont l'état-major est basé à Lille et dispose d'un échelon avancé à Versailles — comprend six régiments du matériel, un centre de formation initiale militaire et l'école du matériel. 
Le 28 juin 2024 lors d'une cérémonie à l'école du matériel de Bourges, le commandement de la maintenance des forces devient la brigade de maintenance (B-MAINT) au sein du commandement de l’appui et de la logistique de théâtre (CALT). Son état-major est installé à Versailles. Cette transformation s'inscrit dans le plan « Armée de terre de combat ».

## Composition
- État-major de brigade (EM BMAINT) de Versailles ;
- 2e régiment du matériel (2e RMAT) de Bruz, détachements a Poitiers et Saint-Jacques-de-la-Lande ;
- 3e régiment du matériel (3e RMAT) de Muret, détachements a Montauban et Vayres ;
- 4e régiment du matériel (4e RMAT) de Nîmes, détachements à Canjuers, Draguignan et Miramas ;
- 6e régiment du matériel (6e RMAT) de Besançon, détachements à Gresswiller et Woippy ;
- 7e régiment du matériel (7e RMAT) de Lyon, détachement à Varces ;
- 8e régiment du matériel (8e RMAT) de Mourmelon, détachement à Versailles ;
- 1er groupement d'instruction de la brigade de maintenance (1er GI BMAINT) du Camp des Garrigues.

Les bases de soutien du matériel dépendent du Service de la maintenance industrielle terrestre, l'école du matériel est rattachée à la Direction des ressources humaines de l'Armée de terre.